# Guy Mathot
Guy Mathot (* 26. April 1941 in Saint-Séverin-en-Condroz; † 21. Februar 2005 in Lüttich) war ein belgischer Politiker.

## Leben
Guy Mathot studierte Biologie an der Universität Lüttich und schloss mit dem Lizenziat ab. Von 1968 bis 1972 war er Nationalsekretär des Parti Socialiste. 1970 wurde er zum Bürgermeister von Seraing gewählt.
1971 wurde er Abgeordneter. 1977 folgte seine Ernennung zum Minister für Öffentliche Arbeiten und Wallonische Angelegenheiten in der Regierung Tindemans. 1980 wurde er erst Nationalminister für Erziehung und dann Innen- und Haushaltsminister. Bereits 1981 folgte der nächste Karrieresprung. Neben dem Amt als Haushaltsminister war er nun auch Vize-Premierminister. 1987 wurde er Provinzsenator, 1991 dann Senator. Ab 1992 war er wieder Minister für Inneres und auch lokale Behörden. Im Rahmen dessen verteilte er Zuschüsse an Arbeiten in der Wallonischen Regierung Guy Spitaels.
1994 wurde seine Immunität aufgehoben. Zudem legte er seine politischen Mandate nieder, da er im Rahmen der Ermittlungen in der Agusta-Affäre der passiven Korruption beschuldigt wurde. 1998 wurde er jedoch von den Vorwürfen freigesprochen. Im Jahr 2000 wurde er wieder Bürgermeister von Seraing und 2003 Präsident der Lütticher Föderation des Parti Socialiste. 
Guy Mathot starb 2005 im Centre hospitalier régional de la Citadelle in Lüttich an Krebs.
| Personendaten    | Personendaten                      |
| ---------------- | ---------------------------------- |
| NAME             | Mathot, Guy                        |
| KURZBESCHREIBUNG | belgischer, wallonischer Politiker |
| GEBURTSDATUM     | 26. April 1941                     |
| GEBURTSORT       | Saint-Séverin-en-Condroz           |
| STERBEDATUM      | 21. Februar 2005                   |
| STERBEORT        | Lüttich                            |